# Полякова, Ада Александровна
Ада Александровна Полякова (урождённая Певзнер; 20 мая 1920, Харьков — 17 ноября 2009, Принстон) — советский химик, доктор химических наук (1968), профессор.

## Биография
Родилась в семье Александра Марковича Певзнера (1895—1937), заведующего управлением Закаспийского областного ревкома (асхабадского облревкома) Туркестанской АССР (1920), затем сотрудника Наркомата Труда РСФСР и председателя Сибирского краевого отделения (управляющего Сибконторой) Госбанка СССР, расстрелянного 25 августа 1937 года. В 1937 году поступила в Ленинградский химико-технологический институт, после окончания которого в 1942 году была оставлена ассистентом на кафедре органических полупродуктов и красителей.
С 1944 года — научный сотрудник Центрального института авиационных топлив и масел (ЦИАТиМ, впоследствии Всесоюзный научно-исследовательский институт по переработке нефти, ВНИИНП), в лаборатории профессора А. И. Динцеса. В 1949 году защитила кандидатскую диссертацию. В 1952 году в ходе кампании по борьбе с космополитизмом уволена из института (восстановлена в 1954 году). В 1968 году защитила докторскую диссертацию. С 1989 года жила в Принстоне.
Основоположник масс-спектрального анализа продуктов нефти, нефтепереработки и нефтехимии в СССР.

## Семья
- Муж — литературовед Марк Яковлевич Поляков.
  - Сын — физик Александр Маркович Поляков.

## Монографии
- Введение в масс-спектрометрию органических соединений (с Р. А. Хмельницким). — М.: Химия, 1966.
- Масс-спектрометрия в органической химии (с Р. А. Хмельницким). — М.: Химия, 1972.
- Молекулярный масс-спектральный анализ нефтей. — М.: Недра, 1973.
- Молекулярный масс-спектральный анализ органических соединений. — М.: Химия, 1983.
- Масс-спектральный анализ с применением ионно-молекулярных реакций. — М.: Химия, 1989.

Под редакцией А. А. Поляковой
- Прикладная масс-спектрометрия: доклады на конференции по масс-спектрометрии, организованной Институтом нефти 29-31 октября 1953 года в Лондоне. Государственное научно-техническое издательство нефтяной и горно-топливной литературы, 1958.